# Aleksandr Ulybysjev
Aleksandr Dmitrievitj Ulybysjev (ryska: Александр Дмитриевич Улыбышев), född 13 april (gamla stilen: 2 april) 1794 i Dresden, död 5 februari (gamla stilen: 24 januari) 1858 i Nizjnij Novgorod, var en rysk musikskriftställare.
Ulybysjev tjänstgjorde till 1831 i ryska utrikesministeriet och slog sig vid tsar Nikolaj I:s tronbestigning i ro på sitt lantgods vid Nizjnij Novgorod. Ulybysjev väckte uppseende genom Nouvelle biographie de Mozart (1843; översatt till tyska 1847, till svenska av Johan Thomas Byström, I–III, 1850–51), ett spirituellt och entusiastiskt skrivet arbete, i vilket författaren dock genom sin ensidiga beundran för Wolfgang Amadeus Mozart lät förleda sig att nedsätta dennes både föregångare och efterföljare, särskilt Ludwig van Beethoven, vilket ådrog honom ett skarpt angrepp av Wilhelm von Lenz i "Beethoven et ses trois styles". Ulybysjev svarade i Beethoven, ses critiques et ses glossateurs (1857) med att ytterligare skärpa sin ståndpunkt, men framkallade därigenom en sådan storm av pamfletter, att grämelsen däröver enligt François-Joseph Fétis åsikt påskyndade hans död.